# 软毛紫菀
软毛紫菀（学名：Aster molliusculus）是菊科紫菀属的植物。分布于印度、克什米尔、巴基斯坦、喜马拉雅及西部以及中国大陆的西藏等地，生长于海拔2,000米至3,500米的地区，多生于高山亚高山石砾坡地，目前尚未由人工引种栽培。